# Antoine Deltour
Antoine Deltour, né le 28 décembre 1985 à Épinal (Vosges), est un auditeur français. Il est un lanceur d'alerte, principalement connu comme la source des documents du scandale Luxembourg Leaks.

## Vie personnelle
Antoine Deltour est né le 28 décembre 1985 à Épinal, il est fils d'un enseignant et d'une médecin gynécologue. Il étudie dans une école de commerce à Bordeaux. 
En 2008, il est embauché chez PricewaterhouseCoopers (PwC), au Luxembourg, dont il démissionne en octobre 2010, alors qu'il a été promu auditeur sénior. En 2011, il passe des concours de la fonction publique française. Il est affecté à la direction régionale de l'Insee Lorraine à partir d'avril 2012 où il continue depuis à travailler.

## Luxembourg Leaks
En octobre 2010, Antoine Deltour démissionne de PricewaterhouseCoopers (PwC) et emporte des documents confidentiels sur les rescrits fiscaux. Plusieurs mois plus tard, il confie ces documents à Édouard Perrin, un journaliste de Cash Investigation, qui utilise certains d'entre eux pour une émission diffusée sur France 2 en mai 2012. Le consortium international des journalistes d'investigation accède aux documents, les analyse dans leur intégralité et les publie en novembre 2014, ce qui déclenche un scandale international connu sous le nom des LuxLeaks.
Antoine Deltour témoigne devant la commission spéciale du Parlement européen mise en place après le scandale. L’eurodéputé français Alain Lamassoure (PPE) le félicite : « Vous avez initié, au fond, un nouveau type de citoyenneté, en décidant de violer la loi, en subissant les conséquences et en provoquant un débat ».

### Procès

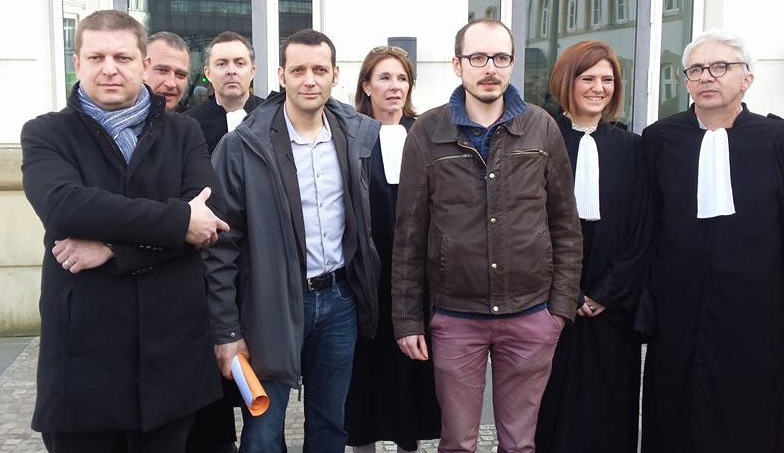
Les prévenus du procès LuxLeaks, entourés de leurs avocats, devant le tribunal du Luxembourg le 15 mars 2017 (de g. à dr.: Raphaël Halet, Édouard Perrin et Antoine Deltour).

La justice luxembourgeoise inculpe Antoine Deltour, ancien salarié du cabinet PricewaterhouseCoopers, le 12 décembre 2014, notamment pour vol domestique, violation du secret professionnel, violation de secrets d'affaires et blanchiment. Il encourt une peine de prison et une amende élevée. L'inculpation fait suite à la plainte de PricewaterhouseCoopers après la diffusion en mai 2012 d'un numéro de l'émission de télévision Cash Investigation dédié à l'évasion fiscale des entreprises.   
Antoine Deltour s'exprime le 15 décembre 2014 dans les médias, et indique avoir copié chez son ancien employeur l'essentiel des documents qui ont ensuite été publiés par l'International Consortium for Investigative Journalism (ICIJ). Tout en reconnaissant ne pas avoir maîtrisé la diffusion de ces documents, il justifie son geste en l'inscrivant dans le mouvement des lanceurs d'alerte, afin d'éclairer le débat sur la question de la justice fiscale. Il indique que les documents copiés étaient librement accessibles à l’ensemble des salariés de l’entreprise.    
Il est condamné en première instance à 12 mois de prison avec sursis, puis en appel à 6 mois de prison avec sursis et à 1 500 euros d'amende. La justice reconnaît ses « nobles motivations, par conviction que certaines pratiques d’optimisation fiscale agressives sont contraires à l’intérêt général ». Le 11 janvier 2018, il est relaxé par la Cour de cassation du Luxembourg, qui lui décerne le statut de lanceur d'alerte, qui stipule : « La reconnaissance du statut de lanceur d’alerte doit s’appliquer en principe à toutes les infractions, sous peine de vider la protection de sa substance ».

## Soutiens et reconnaissance
De nombreuses personnalités appellent à la défense d’Antoine Deltour. Le journal The Guardian du 23 décembre 2014 publie une lettre ouverte où plus de 70 personnalités s'opposent à la décision du Luxembourg de poursuivre Antoine Deltour. Le 10 mars 2015, le journal Libération publie une tribune signée par plusieurs personnalités dont le lanceur d'alerte Edward Snowden, le journaliste d'investigation Denis Robert, l'économiste Thomas Piketty et les personnalités politiques Eva Joly et Daniel Cohn-Bendit. Les signataires soulignent les avancées rendues possibles par les révélations des LuxLeaks et indiquent que les poursuites judiciaires sont « politiquement injustes et éthiquement inacceptables ». Un comité de soutien à Antoine Deltour met en place une pétition publique qui recueille plus de 212 000 signatures, ainsi que le soutien de 69 organisations et plus de 470 personnalités publiques (chiffres décembre 2016).  
Le 3 juin 2015, le Parlement européen décerne à Antoine Deltour le Prix du citoyen européen 2015, qui récompense des citoyens ayant contribué à la coopération européenne et à la promotion de valeurs communes. Le 10 septembre 2015, Antoine Deltour est conjointement nommé pour le Prix Sakharov 2015 avec deux autres lanceurs d’alerte, Edward Snowden et Stéphanie Gibaud. En décembre 2015, Antoine Deltour est désigné personnalité de l’année par le magazine fiscal professionnel américain Tax Notes International.

## Engagements
Depuis la reconnaissance de son statut de lanceur d'alerte en 2018 et la fin des poursuites judiciaires à son encontre au Luxembourg, Antoine Deltour s'est engagé dans plusieurs structures : il est membre du conseil d’administration de la Maison des Lanceurs d’Alerte,,, association créée par des ONG et syndicats français pour accompagner et soutenir les lanceurs d’alerte ; il fait également partie de The Signals Network Foundation, structure internationale qui met en relation un réseau de médias et des personnes souhaitant lancer des alertes.
Pendant les élections législatives de 2024, il soutient officiellement la candidate du Nouveau front populaire Dominique Perrin dans la première circonscription des Vosges.

## Sources
- Antoine Deltour, le discret artisan des LuxLeaks, Le Monde.fr, 22 avril 2016